# Мацей Кучанкович
Мацей Кучанкович (нім. Matthias Kuczankowic, пол. Maciej Kuczankowicz) — львівський міщанин XVII ст. Міський лавник (1663—1664), райця (1664—1687), бурмистр Львова (1670, 1672, 1677, 1678, 1681, 1687) та війт (1674, 1679, 1684). Був також міським писарем міської лави та ради в 1661—1668 рр. Королівський секретар Яна Собеського. 

## Життєпис
Після навчання в Краківській Академії, де він здобув ступінь доктора права, перебрався до Львова, де в 1660—1661 роках був міським синдиком. В 1664 році вперше обраний до міської ради. Буд одружений з Аґнєшкою Аттельмаєр, дочкою і спадкоємицею львівського патриція Яна Аттельмаєра, що в середині XVII століття був одним з найбагатших львівських купців.

## Твори
- Chorvs Mvsarvm Præconia Dilecti Christi Discipuli S. Ioannis Apostoli & Euang. Suauissimis Concentibus modulans: Jllvstr. ac Magnifico D. D. Ioanni A Solca Solecki. [Архівовано 28 січня 2019 у Wayback Machine.], Kraków, 1645
- Salutationes Serenissimi & Invictissimi Principis Ioannis III. Dei Gratia Regis Poloniae. Magni Ducis Lithuaniae, Russiae, Prussiae, Masoviae, Samogitiae, Kiioviae, Volhyniae, Podoliae, Podlachiae, Livoniae, Smolensciae, Severiae, Czernichoviaeque. Nomine Ordinum & Nationum Urbis Leopoliensis. A Mathia Kuczankowicz, Utriusque Iuris Doctore, S. R. M. Secretario, Consule Leopol: Inter maximos memorandae Victoriae, & proclamatae in Terris Pacis Applausus habitae, & pervulgatae. Anno pacati a Christo Orbis. M.DC.LXX.VIII. [Архівовано 27 січня 2019 у Wayback Machine.], Львів, 1678.
- Tvrcvs aeternvm victvrvs: sev Oratio de meritis reverendissimi olim patris fratris Thomae Tvrcvs magistri generalis Sacri Ordinis Praedicatorum, dum eius piis manibus celeberrimus Conuentus Cracouiensis eiusdem instituti, officioso pietatis et obseruantiae cultu in peraugusta Sanctiss. Triadis Basilica, anno supra milesimum sexcentesimum quinquagesimo sexto Idus Februarij parentaret [Архівовано 27 січня 2019 у Wayback Machine.], Kraków, 1656